# Rainulf Trincanocte
Rainulf al II-lea, numit Trincanocte și membru al familiei normande Drengot, a fost cel de al patrulea conte de Aversa (1045–1048).
Rainulf era vărul și respectiv nepotul de frate al imediaților săi predecesori Asclettin și Rainulf I, întemeietori ai dinastiei Drengot în sudul Italiei. După moartea prematură a lui Asclettin, a urmat o perioadă de criză de succesiune, iar principele Guaimar al IV-lea de Salerno, ca suzeran asupra Aversei, a încercat să își impună propriul candidat asupra normanzilor, însă aceștia l-au ales pe Trincanocte, care a reușit să obțină chiar și recunoașterea din partea lui Guaimar. În 1047, Rainulf a fost prezent la un conciliu împreună cu principele Pandulf al IV-lea de Capua și cu Guaimar, în cadrul căruia Pandulf a revenit la poziția sa princiară, iar marele domeniu al lui Guaimar a fost dezmembrat. Titlurile feudale ale lui Rainulf și Drogo de Hauteville, conte de Apulia, au fost confirmate de către împăratul Henric al III-lea, cei doi devenind vasali direcți ai Imperiului. În mai puțin de un an, Trincanocte a murit și a fost urmat de către fiul său minor, Herman, sub regența vărului său, Richard, față de care anterior Trincanocte avusese reticențe, considerându-l ca pe un rival periculos. Curând după aceea, Herman a dispărut, iar Richard a devenit conte de Aversa.